# Матриця інцидентності
Ма́триця інциде́нтності (англ. Incidence matrix) — одна з форм подання графу, в якій вказуються зв'язки між інцидентними елементами графу (ребро (дуга) і вершина). Стовпці матриці відповідають ребрам, рядки — вершинам. Ненульове значення в клітинці матриці вказує на зв'язок між вершиною і ребром (їх інцидентність).
Кожна комірка матриці може набувати трьох значень:
-1: якщо ребро {\displaystyle k_{j}} виходить з вершини {\displaystyle v_{i}};
1: якщо ребро {\displaystyle k_{j}} входить у вершину {\displaystyle v_{i}};
0: якщо вершина {\displaystyle v_{i}} не має стосунку до ребра {\displaystyle k_{j}}.

## Приклади

### Приклад №1:орієнтований граф
Якщо є граф:
- {\displaystyle k_{1}\ =\ (1,2)}
- {\displaystyle k_{2}\ =\ (1,3)}
- {\displaystyle k_{3}\ =\ (3,2)}
- {\displaystyle k_{4}\ =\ (3,4)}
- {\displaystyle k_{5}\ =\ (4,3)}

Орієнтований граф (до прикладу № 1)

то матриця інцидентності виглядатиме так:
{\displaystyle M=\left[{\begin{matrix}-1&-1&0&0&0\\1&0&1&0&0\\0&1&-1&-1&1\\0&0&0&1&-1\end{matrix}}\right]}

### Приклад №2: неорієнтований граф
| Неорієнтований граф | Матриця інцидентності |
| ------------------- | --- |
|                     | {\displaystyle {\begin{pmatrix}1&0&0&0&1&0&0\\1&1&0&0&0&1&0\\0&1&1&0&0&0&0\\0&0&1&1&0&0&1\\0&0&0&1&1&1&0\\0&0&0&0&0&0&1\\\end{pmatrix}}} |

## Особливості цього подання
- Не використовується для графів з петлями, оскільки в петлі одна вершина є і початком, і кінцем.
- У кожному стовпці повинні стояти дві одиниці, а всі інші символи — нулі.